# Julián Henríquez Caubín
Julián Henríquez Caubín (Arucas, 19 de septiembre de 1907-Ciudad de México, 30 de enero de 1979) fue un político, abogado y militar español. Tuvo un papel relevante durante la Guerra civil española.

## Biografía
Nació en la localidad grancanaria de Arucas en 1907. Inició estudios superiores en la Universidad de La Laguna, aunque los continuaría en la Universidad Central de Madrid —donde en 1932 se licenciaría en derecho—. Miembro del Partido Comunista de España (PCE), fue encarcelado en varias ocasiones por actividades políticas. Durante el periodo de la Segunda República llegó a ostentar puestos relevantes en el seno de la administración del Estado.
Tras el estallido de la Guerra civil se integró en el Batallón «Canarias», ayudando a organizar las milicias del Quinto Regimiento. Posteriormente se diplomó como oficial de Estado Mayor en la Escuela Popular de Guerra. A lo largo de la contienda sería jefe de Estado Mayor en la 37.ª Brigada Mixta y posteriormente en la 35.ª División Internacional. Llegaría a alcanzar la graduación de teniente coronel. Como jefe de Estado Mayor de la 35.ª División —compuesta por varias Brigadas internacionales— tuvo un papel relevante durante la Batalla del Ebro. Sus capacidades fueron elogiadas por el general Vicente Rojo. Al final de la guerra pasó a Francia junto al resto del Ejército. Se exilió en México, donde logró rehacer su vida.
Llegaría a ser docente en la Universidad Nacional Autónoma de México (UNAM).

## Obras
- —— (1944). La Batalla del Ebro. Ciudad de México: Unda y García.[5]